# Le Courrier
Le Courrier è un quotidiano svizzero in lingua francese con sede a Ginevra. Il suo orientamento è rivolto a sinistra, adottando una linea editoriale chiara e differente rispetto alla maggioranza dei quotidiani svizzeri. Lo slogan del giornale è «L'essentiel autrement», ossia "L'essenziale diversamente".

## Storia
Le Courrier è stato creato nel 1868 con il sottotitolo Feuille religieuse et nationale pour défendre les intérêts catholiques dans la Genève protestante ("Foglio religioso e nazionale per difendere gli interessi cattolici nella Ginevra protestante". Nel 1892 da periodico diviene quotidiano, con una tiratura fra le 3000 e le 4000 copie. Dopo la separazione della Chiesa dallo Stato, nel 1907, il giornale di lotta cattolica perde la sua ragion d'essere e le vendite crollano a 1000 copie.
A partire dal 1923, sotto la direzione di René Leyvraz, Il Courrier diventa un giornale social-cristiano e le copie quotidiane passano a 5700 circa verso il 1932. La Chiesa cattolica trova la direzione troppo orientata a sinistra e sostituisce il redattore capo nel 1935. Negli anni 1960, le copie giornaliere si assestano sulle 8000 copie circa.
Nel 1992, Patrice Mugny passa alla direzione del giornale. Sotto la sua direzione nel 1996 Le Courrier rompe definitivamente con la Chiesa e afferma una linea editoriale completamente diversa da quella precedente.
Nel 1999, Manuel Grandjean succede a Patrice Mugny. Confermando la linea progressista del giornale, il nuovo direttore punta su una visione altermondialista e offre al giornale un esempio di giornalismo esigente. Si stabiliscono inoltre alcuni rapporti con altre redazioni, come Le Monde diplomatique, il manifesto e Pages de gauche.
Dal 2000, Le Courrier è il solo quotidiano stampato a Ginevra. Il giornale è indipendente, e non appartiene a nessuno dei grandi gruppi editoriali, come Edipresse, Tamedia o Hersant. Inoltre ha la particolarità di non dipendere eccessivamente dagli introiti dovuti alla pubblicità, che costituiscono soli il 20% delle entrate. La maggior parte delle entrate dipende dalle sottoscrizioni e dagli abbonamenti dei lettori.
Il 4 ottobre 2006, dopo la parentesi di Marco Gregori, come redattore capo viene scelto Fabio Lo Verso, giornalista di origini italiane precedentemente in forza a La Tribune de Genève. Prende il comando effettivamente a inizio 2007.
Dopo tre anni per la prima volta nel 2007 gli abbonamenti scendono sotto i 10.000. A causa di difficoltà finanziarie, vengono indette numerose iniziative appellandosi alla solidarietà dei lettori. Altra conseguenza dei problemi di cassa è stata l'abolizione della pagina sportiva, troppo costosa per la redazione.